# Baralipton dohrni
Baralipton dohrni là một loài bọ cánh cứng trong họ Cerambycidae.